# Centre de plasament
Centrele de plasament sunt controlate de către Autoritatea Națională pentru Protecția Drepturilor Copilului și au rolul de aplicarea politicilor și strategiilor guvernamentale de asistență socială în vederea prevenirii și combaterii marginalizării sociale și a sărăciei.
După 1989, protecția copilului în România s-a confruntat cu două mari provocări: moștenirea perioadei comuniste, în timpul căreia foarte mulți copii erau lăsați în grija așa numitelor "leagăne" și "orfelinate" și tranziția către economia de piață. În timpul perioadei comuniste, politica pro-natalistă care interzicea metodele contraceptive și avorturile a dus la nașterea unui număr foarte mare de copii nedoriți, care au fost lăsați apoi în grija instituțiilor de stat.
Măsura cea mai importantă pentru îmbunătățirea situației lor a fost închiderea multora dintre marile instituții de stat pentru copii privați de îngrijirea parentală (instituții care adăposteau peste 100 de copii).
O problemă, care rămâne încă nerezolvată, este reintegrarea socială a copiilor și tinerilor care părăsesc sistemul instituțional, numărul serviciilor de reintegrare socială fiind destul de redus. La sfârșitul anului 2006, funcționau, la nivelul întregii țări, doar 2 centre pentru dezvoltarea deprinderilor independente. Considerând aceste aspecte, se poate afirma că sistemul de protecție a copilului deține încă o capacitate redusă de a asigura un mediu adecvat dezvoltării copilului în spiritul reintegrării sociale a acestuia în momentul părăsirii instituției.

## Organizațiile implicate în protecția copiilor
- DGASPC - Direcția Generală de Asistență Socială și Protecția Copilului
- ANPDC - Autoritatea Națională pentru Protecția Drepturilor Copilului
- SCC - Structurile comunitare consultative
- SPAS - Serviciile publice de asistență socială
- Autoritatea tutelară